# Bonampak
Bonampak (dall'antico maya boon-ah-pak’, che significa muro dipinto) è un sito archeologico Maya, situato nello Stato messicano del Chiapas ed edificato nel periodo Classico Antico (circa 580 - 800 d.C.). 
Il sito si trova in prossimità del confine con il Guatemala, a circa 30 km a sud del grande sito di Yaxchilán, a cui fu assoggettato per lungo tempo.
Il sito, ubicato vicino a un tributario del fiume Usumacinta, non è molto interessante né dal punto di vista dell'estensione né da quello delle strutture architettoniche esistenti, ma è famoso soprattutto per una serie di affreschi, posti all'interno della Struttura 1 (chiamata anche Tempio delle pitture murali). La costruzione delle maggiori strutture del sito si fanno risalire al primo periodo classico della civiltà Maya (indicativamente dal 580 all'800). Bonampak fu riscoperta nel 1946 da due viaggiatori americani, Herman Charles (Carlos) Frey e John Bournedal, che vi furono condotti da un gruppo di Maya Lacandón, che visitavano ancora il sito per pregare negli antichi templi, e poco dopo dal fotografo Giles Healy, al quale furono mostrate le estese pitture murali che ricoprivano le pareti di una delle strutture del sito.

## Storia
Al principio del V secolo Uccello Giaguaro combatté contro K'inich Tatb'u Teschio I a Yaxchilan e perse la sua libertà.
Altri nobili furono catturati in una guerra successiva contro Occhio Annodato Giaguaro I.
Nel 514, lo stesso Occhio Annodato Giaguaro I fu catturato (dal Regnante C di Piedras Negras), dando a Bonampak un po' di tregua; ma, dopo il 526, il suo successore K'inich Tatb'u Teschio II attaccò nuovamente Bonampak e catturò altri nobili.
Verso il 600 d.C., Bonampak entrò nella sfera di influenza di Yaxchilán. A quel tempo, l'ahaw di Yaxchilan scelse Yajaw Chan Muwaan I come signore di Bonampak. I successivi ahawob ricostruirono il sito per orientarlo verso la metropoli. Attorno al 790, il re di Yaxchilan Scudo Giaguaro III sovrintese all'insediamento di Chan Muwaan II e assunse artigiani di Yaxchilan per commemorare l'evento nelle pitture murali della "Struttura 1". 
Bonampak crollò assieme a Yaxchilan nel IX secolo.

## Sito archeologico

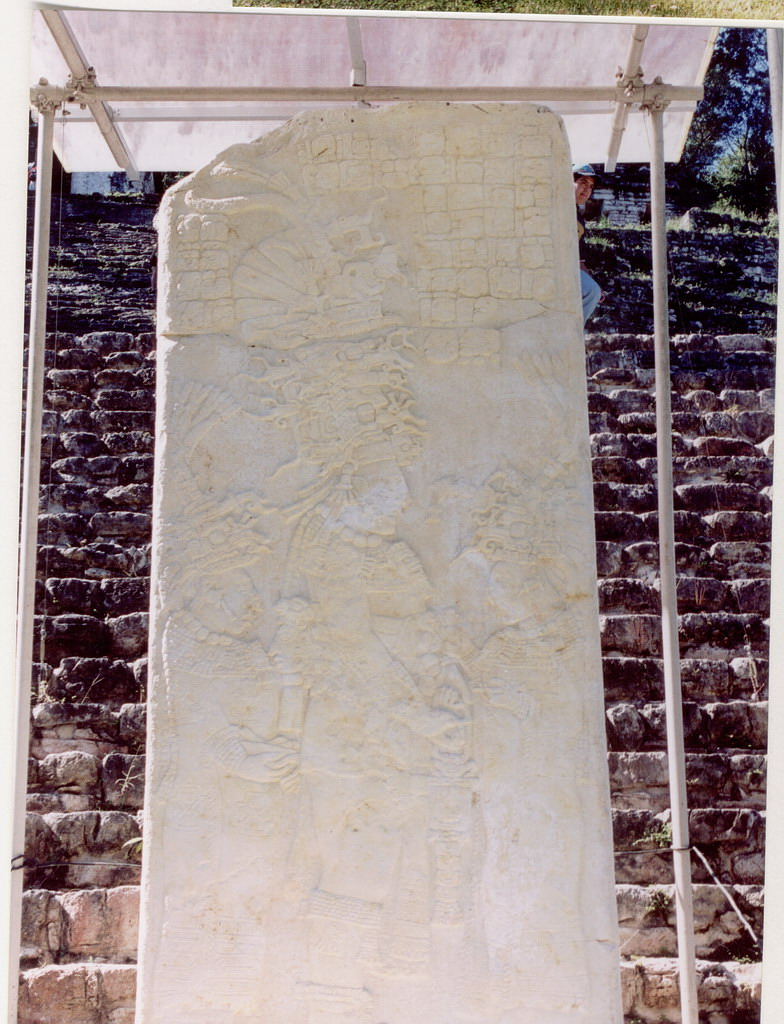
Stele 2

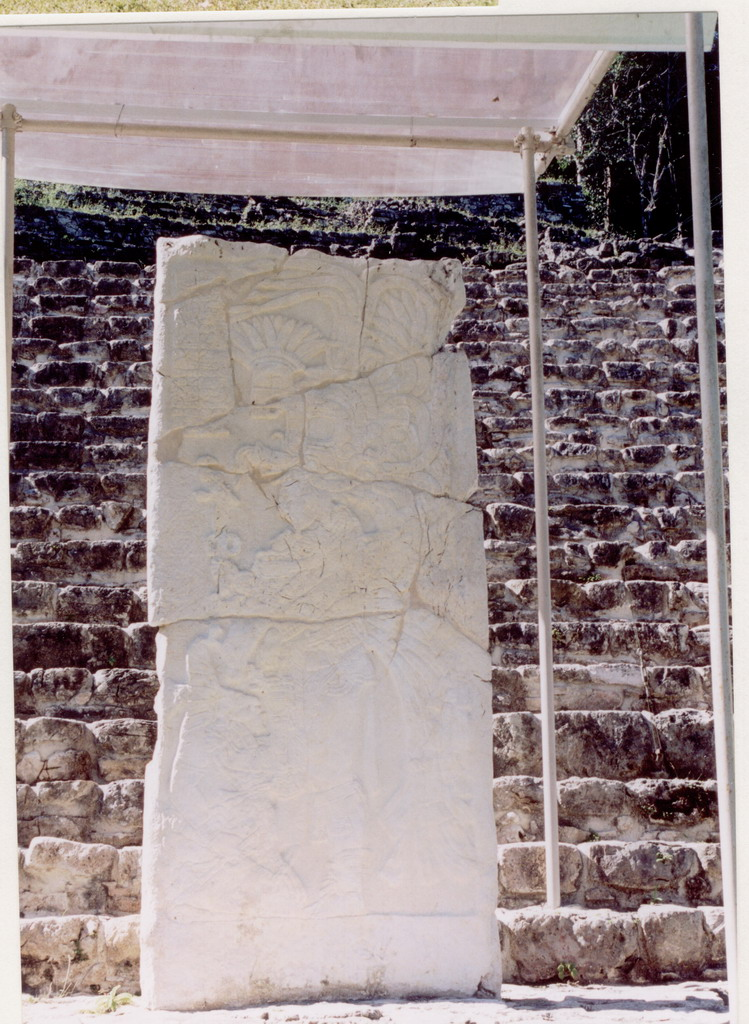
Stele 3

Gli edifici principali si trovano sull'acropoli di Bonampak: una collina a terrazze artificiali. Di fronte è posta una grande piazza, al centro della quale si trova la Stele 1, che raffigura il re-sacerdote con vesti riccamente decorate e che risale al 785.
Altre due stele sono collocate in prossimità della scalinata che porta all'acropoli; la Stele 2 (posta a sinistra) presenta un bassorilievo del re di Bonampak, che viene servito da due persone di rango inferiore. 
La Stele 3 è un esempio dell'influenza della città di Teotihuacan sui Maya. Proprio per partecipare del potere delle divinità di Teotihuacan e della fama di conquistatori e dominatori dei suoi abitanti, i sovrani Maya del periodo classico adottavano spesso elementi dell'equipaggiamneto bellico tipici della città del Messico centrale.
In questa stele compare il re Chan Muwaan (Principe del cielo-falco) con il copricapo del serpente della guerra e nella mano un propulsore (atlatl); ai suoi piedi vi è un prigioniero in atto di sottomissione.

## Tempio delle pitture murali

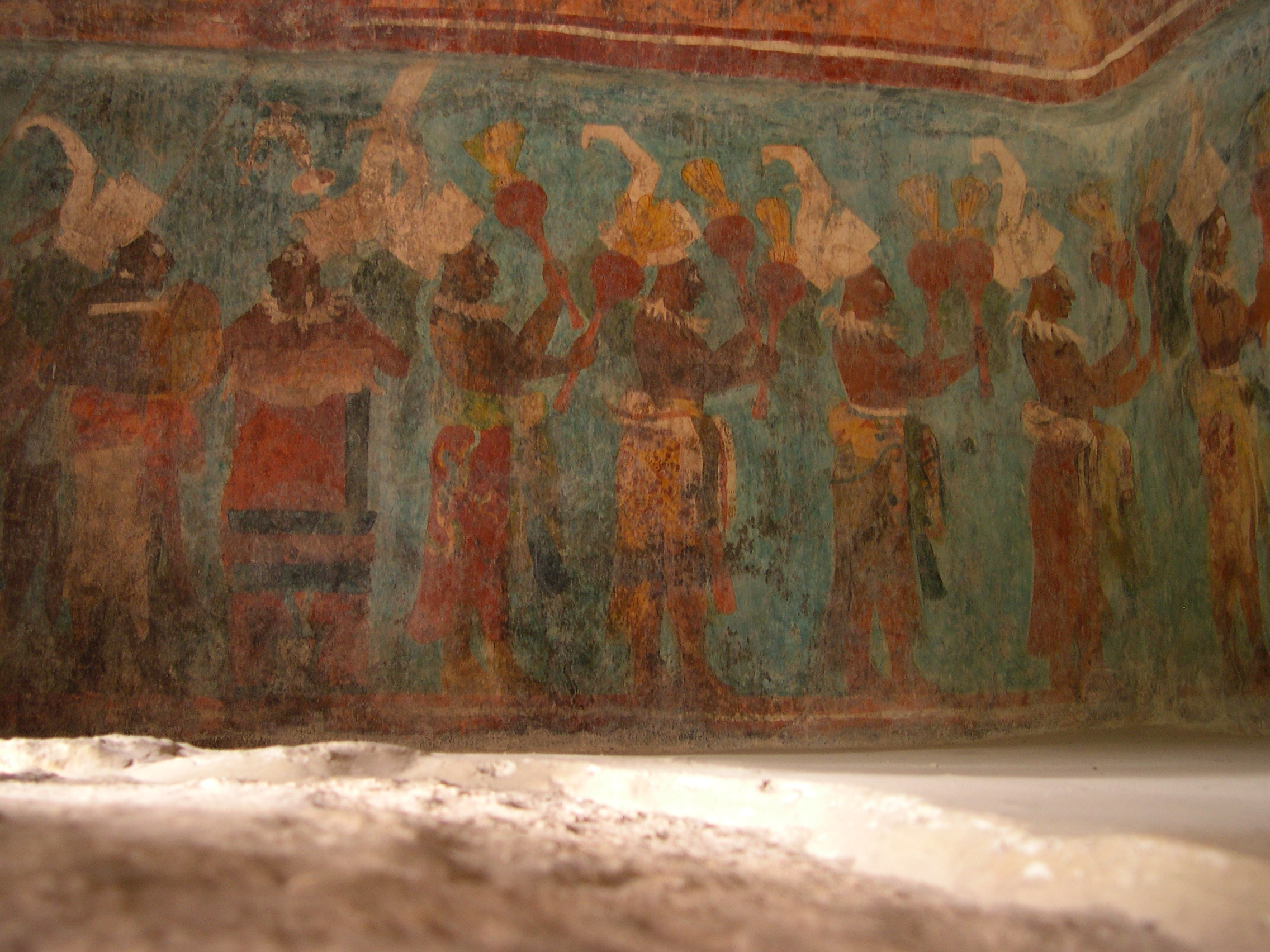
Affresco all'interno della Struttura 1

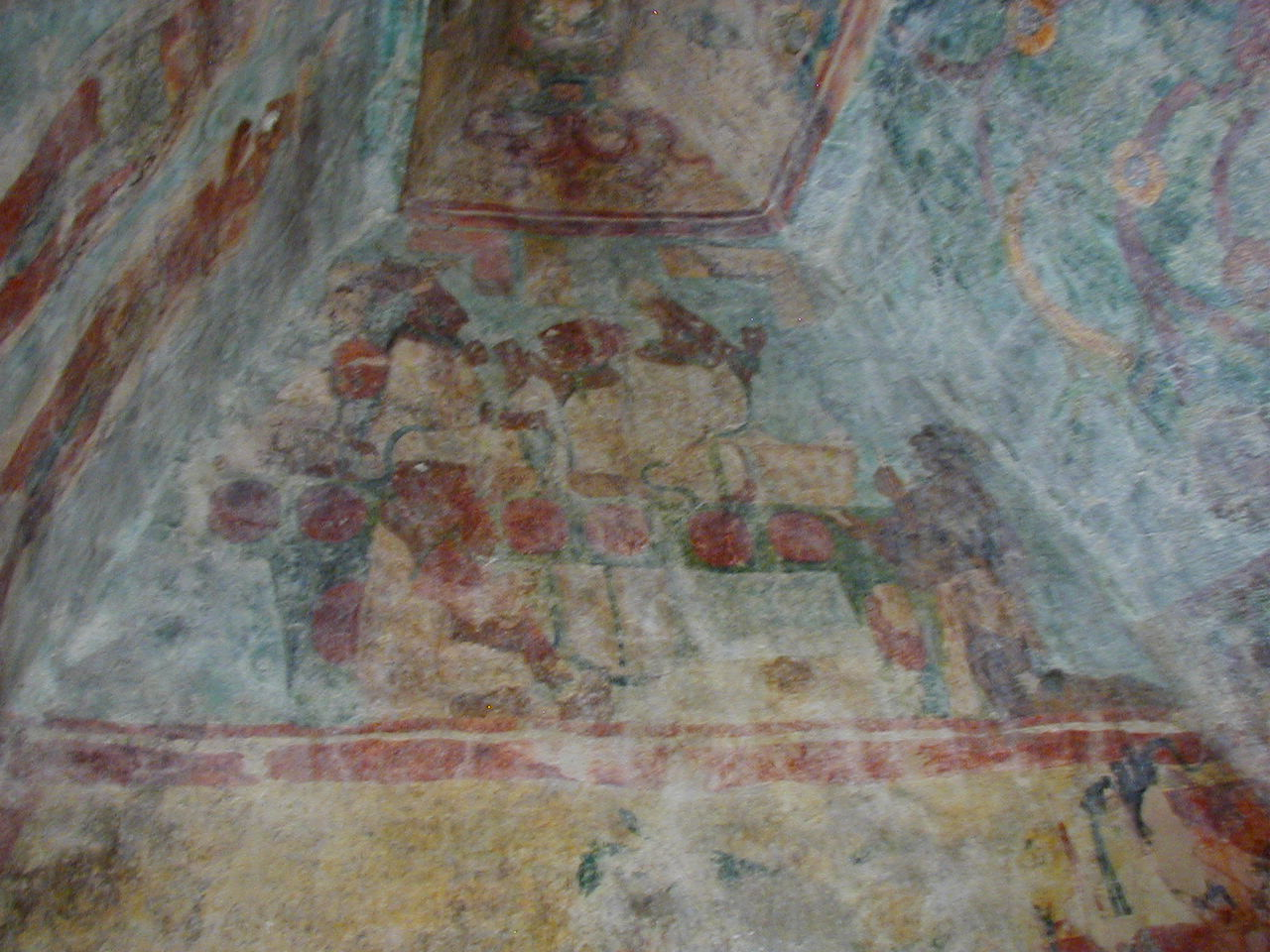
Affresco nella Struttura 1 (stanza di sinistra), che rappresenta Chaan Muan e la sua famiglia durante il rituale dell'offerta di sangue

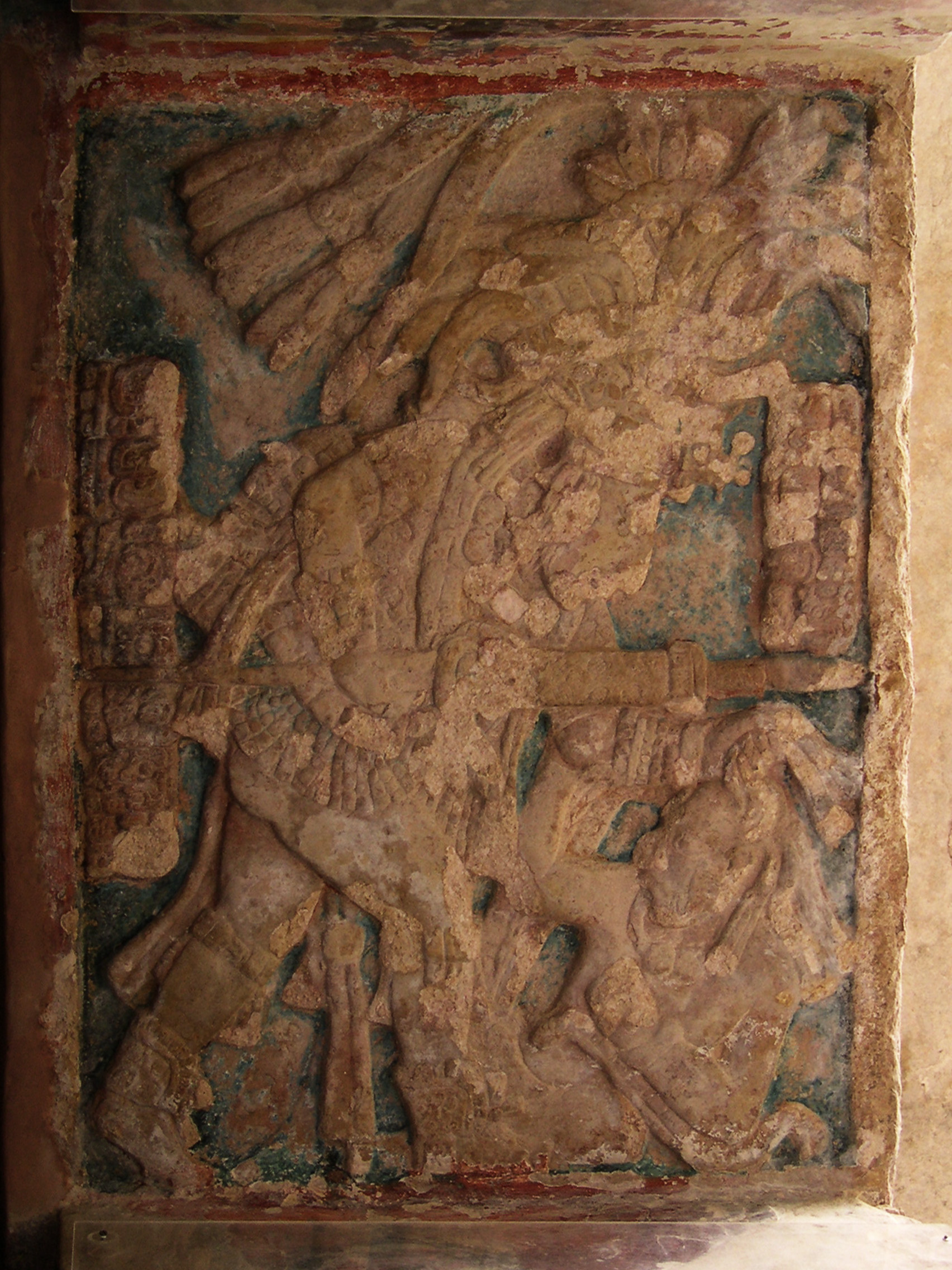
Architrave di una porta della Struttura 1

La Struttura 1, nota anche Tempio delle pitture murali (Templo de las Pinturas in spagnolo) è un edificio lungo e stretto composto da 3 stanze site alla sommità di una base piramidale a gradini bassi, posto sulla destra dell'acropoli. La costruzione ha tre porte, tutte con architrave. Sopra la cornice mediana si vedono tre nicchie, che un tempo contenevano tre statue sedute in stucco; di esse oggi rimangono poche tracce.
Tutte e tre le sale hanno le stesse dimensioni.
Le pareti interne conservano i più begli esempi della pittura classica maya, altrimenti nota solamente dalla ceramica e da piccoli e sbiaditi frammenti occasionali.
A causa di un fortunato incidente, l'acqua piovana penetrò l'intonaco del soffitto, in modo tale da ricoprire le pareti interne con uno strato semitrasparente di carbonato di calcio.
Poco dopo la scoperta di Healy, la Carnegie Institution inviò una spedizione a Bonampak. 
Le pareti furono trattate con kerosene, che rese lo strato sopra ai dipinti temporaneamente trasparente, e quindi i murales furono estensivamente e integralmente fotografati e furono eseguite copie dei dipinti da due diversi artisti.
Nel 1996 un gruppo della Yale University avviò il The Bonampak Documentation Project, che intendeva realizzare uno studio ancor più dettagliato, registrazioni fotografiche e le riproduzioni delle pitture murali.
Le pitture sono state realizzate negli anni successivi al 792 con la tecnica dell'affresco, senza alcuna giuntura nell'intonaco a dimostrazione che ogni stanza fu dipinta in un'unica sessione nel breve tempo in cui l'intonaco era umido. La loro qualità dimostra che furono realizzati da un maestro assieme a un paio di assistenti competenti.
Le tre stanze mostrano con un grande realismo una serie di eventi realmente accaduti nella storia di Bonampak.
Nella prima sala, la più a sinistra, si vedono i dignitari della corte durante una cerimonia per l'individuazione di un bambino come erede nobile: indossano dei mantelli bianchi e portano conchiglie come gioielli. Su una piattaforma sopraelevata si trova il trono del re Hatachuinic, con ai lati due donne, mentre al margine è un servitore che tiene in braccio il figlio del re. Tre capi tribù di rango inferiore sono circondati da numerosi servitori. Nella parte inferiore compaiono nuovamente i tre capi tribù con un grande copricapo piumato. A sinistra sono presenti numerosi musicanti con tamburi, trombe, canne d'organo, sonagli e corazze di tartaruga, nonché due figure con ombrelli da sole.
Nella seconda sala sono raffigurate scene di battaglia tra i guerrieri di Bonampak, armati con lance, che sorprendono e catturano un gruppo di uomini nudi e senza armi. Di questo combattimento è riportata la data: 2 agosto 792.
Un altro affresco mostra la presentazione dei prigionieri al re di Bonampak, Chaan Muan. Su una piattaforma è raffigurato il re, ornato con piume e giada, che indossa pelli di giaguaro. Il re è circondato da vari dignitari e, ai suoi piedi, sono posti i prigionieri in atto di sottomissione e preparati per essere sacrificati.
Nella terza sala sono dipinti i preparativi per una festa; si vede il re che si offre per un sacrificio cruento, circondato da tre donne. Egli si perfora la lingua, mentre un servitore gli porge altre spine; in basso vi è un contenitore per la raccolta del sangue. Intorno ci sono dieci dignitari che vestono delle mantelline bianche e più sotto vi sono nove personaggi seduti.
In un'altra scena alcuni uomini portano su una lettiga un personaggio grottesco. La scena conclusiva, che occupa il maggior spazio nella stanza, rappresenta il sacrificio dei prigionieri: sui gradini di una piramide si riconoscono dei danzatori, cui ne seguono altri sette posti più in basso. Sotto compare il corpo di un uomo appena decapitato.
Alla sinistra di questa scena compaiono quattro persone che partecipano ai rituali del sacrificio, mentre alla destra vi sono otto persone che portano strumenti musicali ed ombrelli da sole.
La Professoressa Mary Ellen Miller di Yale, che condusse uno studio estensivo delle pitture, scrisse "Forse nessuna singola opera d'arte del Nuovo Mondo antico offre una veduta tanto complessa della società preispanica quanto le pitture murali di Bonampak. Nessun'altra opera rappresenta così tanti Maya coinvolti nella vita di corte con così grande dettaglio, facendo delle pitture di Bonampak una risorsa senza precedenti per la comprensione della società antica.".

### Condizioni attuali delle pitture murali
Sebbene i turisti possano visitare Bonampak, si tratta di un viaggio piuttosto lungo e difficile, lontano da ogni altro luogo; le pitture murali, inoltre, sono molto meno visibili rispetto alle fotografie degli anni quaranta del XX secolo. 
Non è permesso fotografare con il flash all'interno del Tempio delle Pitture Murali.
Oggigiorno, è possibile avere una buona idea degli affreschi visitando la riproduzione in scala reale del tempio realizzata nel Museo nazionale di Antropologia e Storia di Città del Messico.
Da quando fu costruita l'Autostrada del Confine dal governo messicano al principio degli anni novanta del XX secolo, Bonampak è di gran lunga più facilmente accessibile ai turisti.

## Dintorni
Nella selva che circonda il sito archeologico vivono le ultime famiglie dei Maya Lacandoni. L'origine di tale gruppo non è certa, si ritiene che provengano dallo Yucatán meridionale e che si siano trasferiti nella foresta all'inizio del XVIII secolo. Vivevano come nomadi nella foresta tropicale che da loro ha preso il nome (Selva Lacandona) e non ebbero alcun contatto con gli spagnoli.
Oggi la tribù è in via di estinzione: sono rimasti circa 400 lacandoni.